# Felkai Anikó
Felkai Anikó (Budapest, 1950. június 30.) magyar manöken, modell, fotómodell, jelmeztervező.

## Élete
Felkai Anikó 12 évesen, gyerekmanökenként kezdte, és 26 éven át volt a szakmában. Egy tornaórán választotta ki őt két divattervező. Már abban az évben részt vett a Budapesten  megrendezett Divatkongresszuson, ruhát mutatott be. 18 évesen már Bulgáriában, Libanonban mutatta be a magyar kollekciókat, de járt Amerikában, a Távol-Keleten is. Európa csaknem minden országában népszerűsítette a magyar modelleket.
Már az 1970-es években keresett modell, manöken volt. 
Több újságban jelentek meg fotói. Címlapokon, heti- és havilapokban egyaránt szerepelt, például az Ez a Divat hasábjain is megtalálhatóak voltak a fotói.
A Rotschild Szalon (Rotschild Klára), ami később Clara Szalon nevet kapta, a Magyar Divat Intézet manökenje is volt. A bemutatókkal bejárta a világot.
Több évtizeden keresztül volt sikeres manöken, fotómodell, modell. Itthon és külföldön egyaránt szerepelt bemutatókon. 
1982 óta jelmeztervezőként dolgozott egy színházban.
Özvegy, férje Kerényi Imre rendező. Két lánya van, Kerényi Kriszta Júlia (1978) és Kerényi Katalin Ilona (1988).

## Fotósai voltak
Többek közt Módos Gábor, Lengyel Miklós, Lussa Vince, Fábry Péter fotóművészek.